# Nâlandâ
Cet article concerne la ville indienne. Pour le centre bouddhiste installé en Occitanie (France), voir Monastère Nalanda.
Nālandā (hindî/sanskrit/pâli : नालंदा) est une ville de l'État du Bihar, en Inde du nord, près du Népal, ancien siège d'un important centre universitaire bouddhiste, comptant à son apogée jusqu'à 10 000 moines.
L'université de Nâlandâ fut un centre majeur de la pensée indienne, dont l'influence s'étendit sur une grande partie de l'Asie : Asie centrale, Himalaya, Asie du Sud-Est, Chine et Japon. Elle fait partie du patrimoine mondial de l'Unesco depuis 2016.

## Histoire
L'empereur Ashoka (v. -304 à -232) avait déjà fait construire un premier temple bouddhiste sur le site. Le premier monastère apparaît au IIe siècle. Le roi Shakraditya (IAST: Śakrādityam parfois identifié à Kumâragupta Ier (r. 415–455)) de Maghada en serait le fondateur; d'autres dynasties royales aideront le monastère. Nagarjuna sera l'un de ses premiers abbés. Son disciple Aryadeva y enseigna. Le monastère était constitué de moines du Mahayana. Par la suite, le monastère est détruit lors d'une incursion de barbares et reconstruit peu de temps après.
L'université prend son essor, sous le nom de Mahāvihāra — de mahā, grand et vihāra, monastère. Le râja Kumāragupta Ier de la dynastie Gupta au milieu du Ve siècle fait construire le temple central. Elle grandit rapidement en importance et connaît une renommée internationale qui attire des moines étudiants du Tibet, de Birmanie, d'Indonésie (Sumatra et Java), mais aussi de Corée ou de Chine comme Xuanzang qui en fait une description enthousiaste dans son compte-rendu de voyage.
Asanga et Vasubandhu (IVe siècle) furent abbés du monastère et firent de l'université un très grand centre de l'école Cittamātra. Les maîtres Madhyamaka Candrakîrti (VIIe siècle) et Śāntideva (685-763) y enseignèrent.
Comportant des bâtiments à plusieurs étages, une bibliothèque et un observatoire, elle compte quelque quatre mille étudiants lorsque Xuanzang y séjourne par deux fois lors de son périple indien. L'accès s'y faisait par une série de tests très difficiles, Xuanzang nous confie que deux tiers des candidats échouent. À côté des textes du bouddhisme mahāyāna dont la connaissance est obligatoire, on y étudie les Védas, les Upaniṣad, qui y sont enseignés par des brahmanes, la cosmologie et la logique nyāya, mais aussi la grammaire, la médecine, qui utilise une énorme pharmacopée et la chirurgie[réf. nécessaire] et la physique. Les cours sont de longueur fixée, annoncés par le son d'une trompe et réglés par une clepsydre. La fin des études se termine par la soutenance d'une thèse.
Une des activités des étudiants est la copie de manuscrits dont le plus important est la Prajnaparamita. Les voyageurs purent ensuite emporter des centaines de manuscrits rédigés ici. Les étudiants étaient vêtus de la robe jaune des moines bouddhistes et se choisissaient un maître auquel ils devaient une obéissance scrupuleuse.
Les souverains Pāla vont embellir Nālandā et l'université devient un foyer artistique, en particulier de sculpture de bronze, qui va influencer le monde bouddhiste au travers des styles et sujets que les étudiants étrangers rapportent chez eux après leur séjour d'étude. De même, des souverains étrangers invitent des maîtres de Nālandā — comme Vajrabodhi ou Padmasambhava — à venir enseigner dans leur pays et ainsi une grande partie de ce qui constitue le bouddhisme tibétain ou Chinois s'y est élaboré. Nālandā sert aussi de modèle à d'autres universités - comme Odantapura ou Vikramaśīla - bientôt fondées par des rājas sur leur terre, nouvelles sources participant à la propagation du bouddhisme. Dans la dernière phase du Bouddhisme indien lorsque le tantrisme se développe, Nalanda commence à être éclipsée par Vikramaśīla.
Au IXe siècle, le bouddhisme — combattu par les nouvelles philosophies hindouistes — entre en déclin en Inde et vers 1200, l'université est détruite par les envahisseurs musulmans lors de leurs incursions dans la vallée gangétique.
En 1951, un centre moderne pour les études bouddhiques y est fondé.

## Lieux et monuments

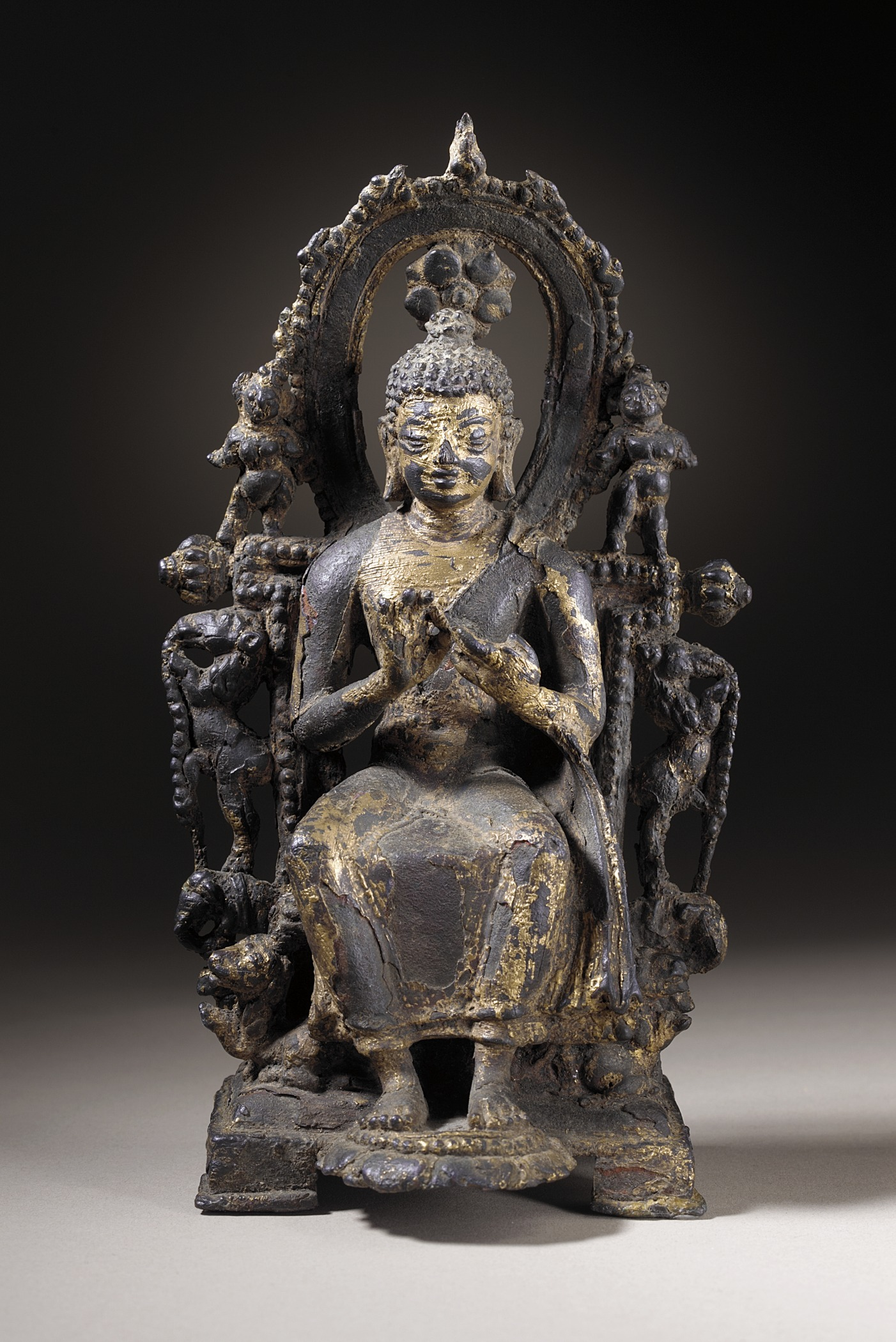
Buddha Shakyamuni ou le Bodhisattva MaitreyaSculpture en cuivre (18.25 x 10.47 x 9.52 cm) du début du 8e siècle, Nalanda, Bihar Inde. Cette sculpture appartient à la collection Nasli et Alice Heeramaneck du Musée d’art du comté de Los Angeles.

Hormis l'énorme stūpa central de briques et qui avait été agrandi six fois, les fouilles ont mis au jour une dizaine de monastères ou vihāra construits sur le même plan.

### Monastères Nālandā dans le monde
Le monastère Nalanda de Labastide-Saint-Georges (Tarn), dans le sud de la France (à 50 km de Toulouse) est affilié à la Fondation pour la préservation de la tradition du Mahayana (FPTM).
Nālandā est aussi le nom de deux universités modernes situés au Sri Lanka et à Toronto, au Canada.

## Galerie

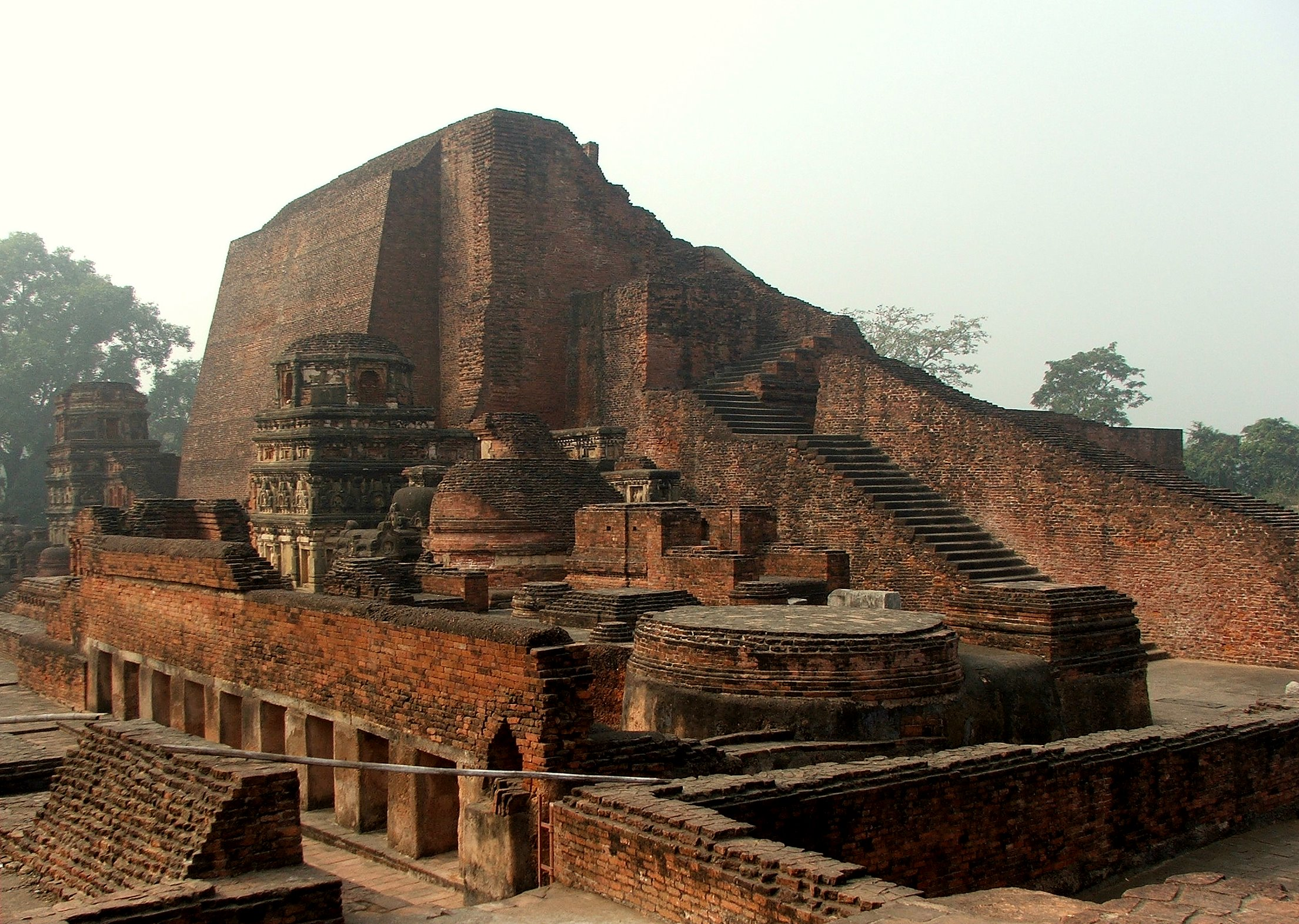
Stūpas de Sariputta, dans l'ancienne université de Nālandā
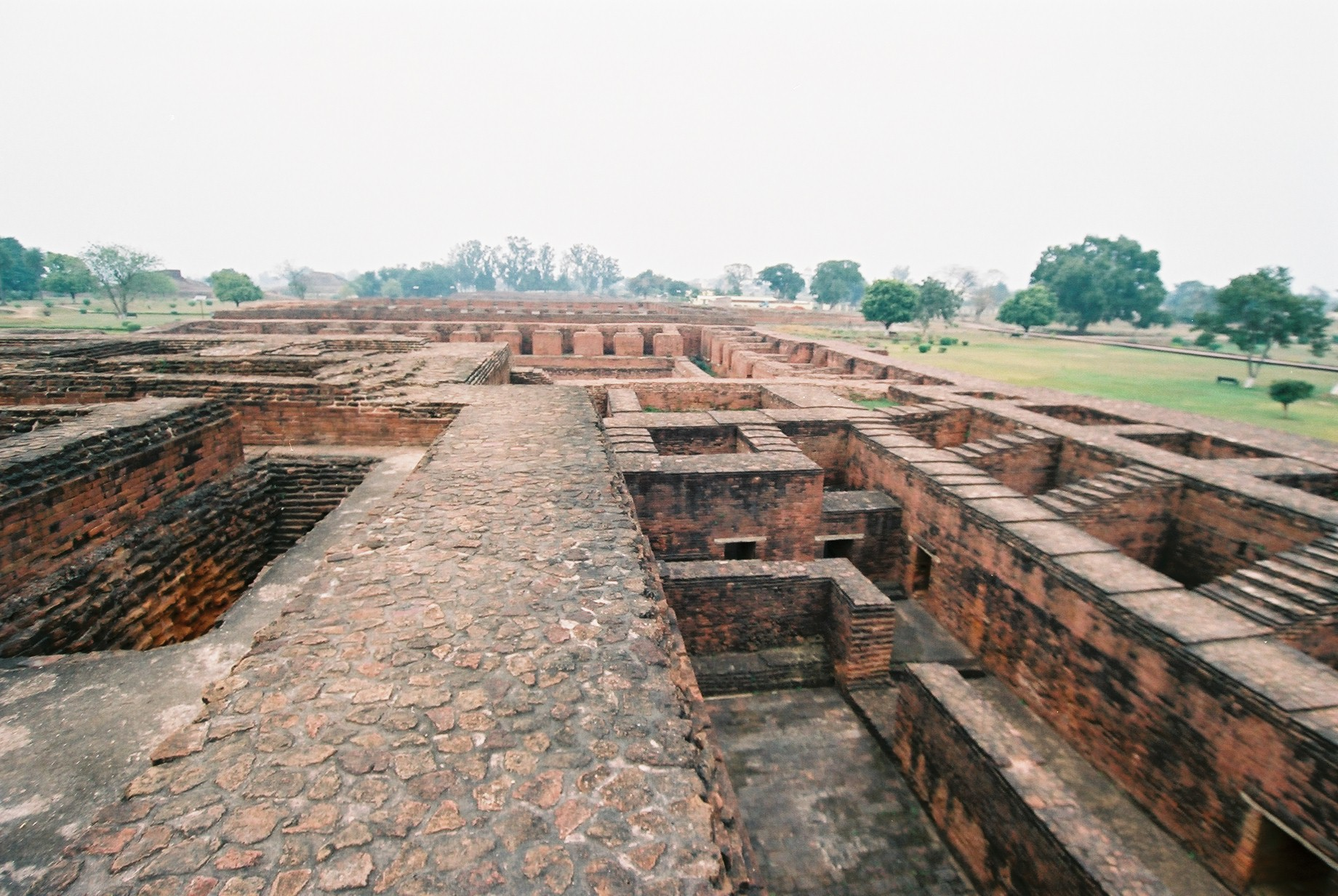
Ruines de l'université
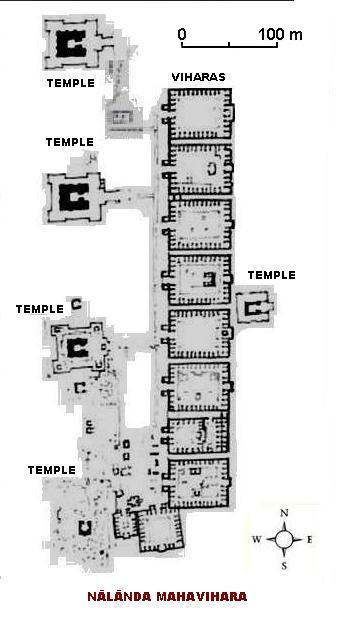
Plan du Nava Nālandā Mahāvihāra